# Masterplan
Cet article concerne le groupe allemand. Pour l'album d'Oasis, voir The Masterplan.
Masterplan est un groupe de power metal allemand, originaire de Hambourg. Il est formé par Uli Kusch et Roland Grapow après leur départ du groupe Helloween. Leur premier album, Masterplan, est publié en 2003. Le groupe reçoit un European Border Breakers Award de la Commission européenne en 2004, pour le succès de leur premier album en Europe.
En 2005, Masterplan publie son deuxième album, Aeronautics, de nouveau produit par Andy Sneap et le groupe. Le troisième album du groupe, intitulé MK II, est publié le 26 février 2007. Un nouvel album est annoncé sous le titre de Novum Initium et publié le 14 juin 2013.

## Biographie

### Débuts (2002–2005)
Masterplan est formé en 2002 après que Roland Grapow et Uli Kusch ont été exclus du groupe Helloween. Leur premier EP, Enlighten Me, sort le 18 novembre 2002.
Leur premier album, Masterplan, est publié en 2003. Le groupe est alors constitué de Grapow et Kusch avec le chanteur norvégien Jørn Lande. Les parties de claviers de l'album ont été en majeure partie composées par Roland Grapow et Uli Kusch, et c'est Janne « Warman » Wirman, le claviériste de Children of Bodom, qui s'occupe d'enregistrer les claviers sur cet album. Il décide toutefois de continuer avec Children of Bodom bien que Grapow lui propose de rester dans le groupe. C'est Axel Mackenrott qui le remplace pendant la tournée qui suit, puis devient un membre permanent du groupe. Les parties basses de l'album sont jouées par Grapow et le groupe engage Jan-Sören Eckert (Iron Savior) pour occuper la place de bassiste. Le groupe reçoit un European Border Breakers Award de la Commission européenne en 2004, pour le succès de leur premier album en Europe.
En 2005, Masterplan publie son deuxième album, Aeronautics, de nouveau produit par Andy Sneap et le groupe. Après deux albums et leurs tournées respectives, pendant l'écriture de leur troisième album, le groupe décide de se séparer de Jørn Lande, invoquant des « différences musicales » comme raison de ce choix. Le groupe reste tout de même en bons termes avec Jørn Lande puisque celui-ci reste tout de même pour jouer dans les concerts déjà programmés le temps que le groupe trouve un nouveau chanteur.

### MK IIetTime to be King(2006–2010)
Le 4 octobre 2006, Uli Kusch annonce son départ groupe dans une interview. Le 7 octobre, Masterplan annonce sa nouvelle formation sur leur site officiel ; elle comprend Grapow, Mackenrott, Eckert, avec Mike DiMeo (Riot) au chant et Mike Terrana (ex-Artension, ex-Rage, Metalium). Le groupe fait une tournée en première partie de Saxon pour le Inner Sanctum Tour. Le troisième album du groupe, intitulé MK II, est publié le 26 février 2007. Andy Sneap s'occupe de la production et l'album est enregistré en septembre et octobre 2006.
Le 27 août 2007, le groupe annonce qu'il est en phase d'écriture pour le quatrième album. Cet album devrait sortir en 2010. Le 11 janvier 2009, Mike DiMeo confirme sur sa page MySpace qu'il quitte Masterplan. Durant le mois de juillet 2009, le groupe annonce le très attendu retour de Jørn Lande au son sein,.
Le 10 février 2010, le quatrième album du groupe est terminé. Le nom de l'album est Time to be King et la sortie prévue pour le 16 avril via AFM Records. Le 11 mars 2010, AFM Records annonce que la sortie de l'album est reportée pour le 21 mai et à la place de l'album sortira le single Far From the End of the World le 16 avril.

### Novum Initium(depuis 2012)
En juillet 2012, Martin Marthus Škaroupka (batteur à Cradle of Filth) jouera dans le nouvel album de Masterplan. En début novembre, Rick Altzi et Jari Kainulainen sont annoncés comme les remplaçants de Jørn Lande et Jan Eckert pour l'album à venir. En novembre 2012, Roland explique au Metal Shock Finland les raisons du départ de Jørn : « Tout le monde attendait quelque chose de Jørn, mais c'était très instable. [...] Pour être honnête, ça fait deux ans que je n'ai pas entendu parler de lui. On est toujours amis, mais on ne se contacte plus,. » Le 21 février 2013, le nouvel album est annoncé sous le titre de Novum Initium et publié le 14 juin 2013 au label allemand AFM Records.
En 2015, sort le premier album et DVD live du groupe, intitulé Keep your dream alive.
En Italie, le 16 septembre 2016, Roland Grapow confirme l'arrivée du batteur Kevin Kott d'At Vance en remplacement de Martin Marthus Škaroupka, qui se consacre à Cradle of Filth. Ils prévoient aussi un nouvel album comprenant des réenregistrements.

## Membres

### Membres actuels
- Roland Grapow - guitare (depuis 2001)
- Axel Mackenrott - clavier (depuis 2003)
- Rick Altzi - chant (depuis 2012)
- Jari Kainulainen - basse (depuis 2012)
- Kevin Kott - batterie (depuis 2016)

### Anciens membres
- Uli Kusch - batterie (2001-2006)
- Jørn Lande - chant (2001-2006, 2009-2012)
- Jan-Sören Eckert - basse, chœurs (2003-2012)
- Mike DiMeo - chant (2006-2009)
- Mike Terrana - batterie (2006-2012)
- Martin « Marthus » Škaroupka - batterie (2012-2016)

### Musicien invités et de session
- Russell Allen - chant (sur la démo ; 2001)
- Janne Wirman - clavier (2002)
- Michael Kiske - chant (sur Heroes de l'album Masterplan ; 2003)
- Eddy Wrapiprou - arrangements clavier (depuis 2009)

## Discographie

### Albums studio
- 2003 : Masterplan
- 2005 : Aeronautics
- 2007 : MK II
- 2010 : Time to be King
- 2011 : MK III
- 2013 : Novum Initium
- 2017 : PumpKings

### EPs
- 2002 : Enlighten Me
- 2004 : Back For My Life
- 2007 : Lost and Gone
- 2010 : Far From the End of the World

### Albums live
- 2015 : Keep Your Dream aLive